# Sittingbourne
Sittingbourne är en stad i grevskapet Kent i sydöstra England. Staden ligger i distriktet Swale, cirka 25 kilometer nordväst om Canterbury och cirka 62,5 kilometer sydost om centrala London. Tätorten (built-up area) hade 54 392 invånare vid folkräkningen år 2021.
Sittingbourne var en civil parish fram till 1930 när blev den en del av Sittingbourne and Milton och Tunstall. Civil parishen hade 9 339 invånare år 1921.